# Sjoebi doebi dabidee
Sjoebi doebi dabidee is het vierde album van Kabouter Plop. Het werd uitgebracht door Studio 100 op 5 oktober 2001.  De teksten zijn van Gert Verhulst, Danny Verbiest en Hans Bourlon.  De muziek is van Johan Vanden Eede die ook tekende voor de arrangementen en de productie.  Op het album zijn de stemmen te horen van Walter De Donder als Kabouter Plop, Agnes De Nul als Kabouter Kwebbel, Aimé Anthoni als Kabouter Klus, Chris Cauwenberghs als Kabouter Lui, Luc Caals als Kabouter Smul en Hilde Vanhulle als Kabouter Smal.

## Discografie

### Albums
| Album met hitnotering(en) in de Vlaamse Ultratop 200 albums | Datum van verschijnen | Datum van binnenkomst | Hoogste positie | Aantal weken | Opmerkingen |
| ----------------------------------------------------------- | --------------------- | --------------------- | --------------- | ------------ | ----------- |
| Sjoebi doebi dabidee                                        | 2001                  | 13-10-2001            | 8               | 13           |             |

## Tracklist
1. Sjoebi doebi dabidee (3:43)
2. Baardenlied (2:46)
3. Tante Monica (2:54)
4. De pukkel (3:21)
5. Circus (3:34)
6. Kabouter Jodel (3:35)
7. Snuffeltje (3:40)
8. Het sneeuwt in het bos (3:45)
9. Dansen als kaboutertjes (2:45)
10. Het kabouterspel (2:55)
11. Een kabouterindiaantje (3:51)
12. Het regent (3:30)

## Singles uit het album
1. Sjoebi doebi dabidee
2. Snuffeltje